# Жюльен, Кристофер
Кристофе́р Жюлье́н (фр. Christopher Jullien; родился 22 марта 1993 года в Ланьи-сюр-Марн, Франция) — французский футболист, защитник клуба «Монпелье».

## Клубная карьера
Жульен — воспитанник клуба «Осер». 24 августа 2012 года в матче против «Лаваля» он дебютировал в Лиге 2. Через четыре дня в поединке Кубка французской лиги против «Дижона» Кристофер забил свой первый гол за «Осер». Летом 2013 года контракт Жульена закончился и он на правах свободного агента подписал соглашение с немецким «Фрайбургом». Свой первый сезон Кристофер провёл за дублирующую команду из-за высокой конкуренции. 16 декабря 2014 года в матче против «Баварии» он дебютировал в Бундеслиге.
Летом 2015 года для получения игровой практики Жульен на правах аренды перешёл в «Дижон». 31 июля в матче против «Аяччо» он дебютировал за новую команду. 14 августа в поединке против «Бурк-ан-Бреса» Кристофер забил свой первый гол за «Дижон». По итогам сезона Жульен помог клубу выйти в элиту.
Летом 2016 года он перешёл в «Тулузу», подписав контракт на четыре года. Сумма трансфера составила 2,8 млн евро. 14 августа в матче против «Марселя» Кристоф дебютировал в Лиге 1. Через неделю в поединке против «Бордо» Жульен забил свой первый гол за «Тулузу».

## Международная карьера
В 2013 году в составе молодёжной сборной Франции Жульен стал победителем молодёжного чемпионата мира в Турции. На турнире он был запасным и на поле не вышел.

## Достижения
Франция (до 21)
- Победитель молодёжного чемпионата мира: 2013